# Grivița, Ialomița
Grivița este satul de reședință al comunei cu același nume din județul Ialomița, Muntenia, România.
Satul a apărut în 1882, în comuna Smirna, și a fost denumit după una din redutele Plevnei, unde au luptat soldați români în Războiul Ruso-Turc din 1877-1878.